# سقوط مزار شريف
سقوط مزار شريف في نوفمبر 2001 هو أول هجوم كبير في حرب أفغانستان بعد التدخل الأمريكي. أدى الضغط على مدينة مزار شريف في ولاية بلخ من قبل الجبهة الإسلامية المتحدة لإنقاذ أفغانستان (التحالف الشمالي)، بالإضافة إلى القصف الجوي من القوات الخاصة للجيش الأمريكي، إلى انسحاب قوات طالبان التي كانت تحتجز المدينة. منذ عام 1998. بعد سقوط القرى النائية، والقصف المكثف، انسحبت قوات طالبان والقاعدة من المدينة. وقتل المئات من المقاتلين الموالين لطالبان، بما في ذلك العديد من المتطوعين الباكستانيين. تم القبض على حوالي 500 شخص، وورد أن حوالي 1,000 شخص قد فروا. وكان الاستيلاء على مزار الشريف أول هزيمة كبرى لطالبان.

## تجهيز
استعادت طالبان مزار شريف في عام 1997 وسيطروا عليها بعد ذلك.
جاء قرار شن أول ضربة رئيسية للحرب ضد مزار الشريف عقب اجتماع بين الجنرال الأمريكي تومي فرانكس وقائد التحالف الشمالي محمد فهيم في طاجيكستان في 30 أكتوبر 2001.
في الأيام التي سبقت المعركة، تقدمت قوات التحالف الشمالي على المراكز السكنية بالقرب من المدينة، مثل شول غار، التي تبعد 25 كيلومترا عن مزار الشريف. تم قطع خطوط الهاتف عن المدينة،  وبدأ المسؤولون الأميركيون الإبلاغ عن تقارير عن قوات مناهضة لطالبان تتهمهم بالدبابات الأفغانية على ظهور الجياد. في 2 نوفمبر 2001، تم إدخال القبعات الخضراء من ODA 543 وعناصر صغيرة من قسم الأنشطة الخاصة في وادي داري-بلخ، بعد أن تأخر الطقس لعدة ليالي، كان دورها هو دعم الجنرال محمد عطا نور. وقاتلوا معاً في وادي داري وارتبطوا مع الجنرال عبد الرشيد دوستم وقوته وقوة ODA 595 وفريق وكالة المخابرات المركزية الذي يدعم دوستم، الذي قاتل أيضاً عبر الوادي، خارج مزار شريف.
قاد الجنرال دوستم فصيل التحالف الشمالي الذي يهيمن عليه أوزبك، جنيب الإسلام الأفغاني، في هجوم على قرية كيشنده جنوب غرب المدينة في 4 نوفمبر، استولى عليها دوستم مع قواته التي استولت علي الخيول. وفي تلك الأثناء، قاد الجنرال نور 2000 رجل من قوات الجماعة الإسلامية ذات الأغلبية الطاجيكية ضد قرية آج كوبروك جنوب المدينة مباشرة، إلى جانب ستة جنود من القوات الخاصة وسبعة آخرين (من التوضيح) قاموا بتفجيرات من الخلف. وتم الاستيلاءعلي خطوط طالبان شمال المدينة بعد يومين. شاركت قوات هازارا العرقية في حزب حاجی محمد محقق حزب الوحدة الإسلامي في الهجوم.
تم إسقاط منشورات الدعاية من الطائرات، مما يدل على ضرب امرأة من قبل رجل وتسأل ما إذا كان هذا هو ما يريد الأفغان العيش فيه، وإدراج ترددات الراديو التي سيتم بثها من قبل الأمريكيين على نسختهم الخاصة من الأحداث. في هذه الأثناء، أقامت القوات الخاصة الأمريكية مصممي ليزر لتكون بمثابة منارات للذخيرة الموجهة، وتسليط الضوء على الأهداف في جميع أنحاء المدينة.
في 7 نوفمبر، مثل مدير دراسات التعاون الدولي في جامعة نيويورك، بارنيت روبين، أمام جلسة استماع للجنة البيت الأبيض للعلاقات الدولية حول «مستقبل أفغانستان». وادعى أن مزار الشريف على حافة الغزو، كانت الولايات المتحدة مسؤولة عن ضمان عدم ارتكاب تحالف انتقامي لأعضاء طالبان من قبل التحالف الشمالي. وأشار أنه عندما تم تجاوز المدينة (في عامي 1997 و 1998)، قتل الآلاف من الجانبين.

## حملة قصف
في 7 و 8 نوفمبر، عندما كانت طالبان تنقل 4000 مقاتل عبر الريف نحو مزار شريف استعدادًا للمعركة، قصفت قاذفات أميركية من طراز بي-52 ستراتوفورتريس، ومدافعين عن حركة طالبان تمركزوا في خانق تشيشماه شافا التي تميز المدخل الجنوبي للمدينة،  بالإضافة إلى ممر حاجي غاك، وهو المدخل الوحيد الذي تسيطر عليه حركة طالبان إلى المدينة. كانت هذه واحدة من أثقل الحملات حتى تلك اللحظة. ومع ذلك، ادعت طالبان أنهم تسلل إلى المدينة 500 مقاتل للاستعداد للمعركة القادمة.

## معركة

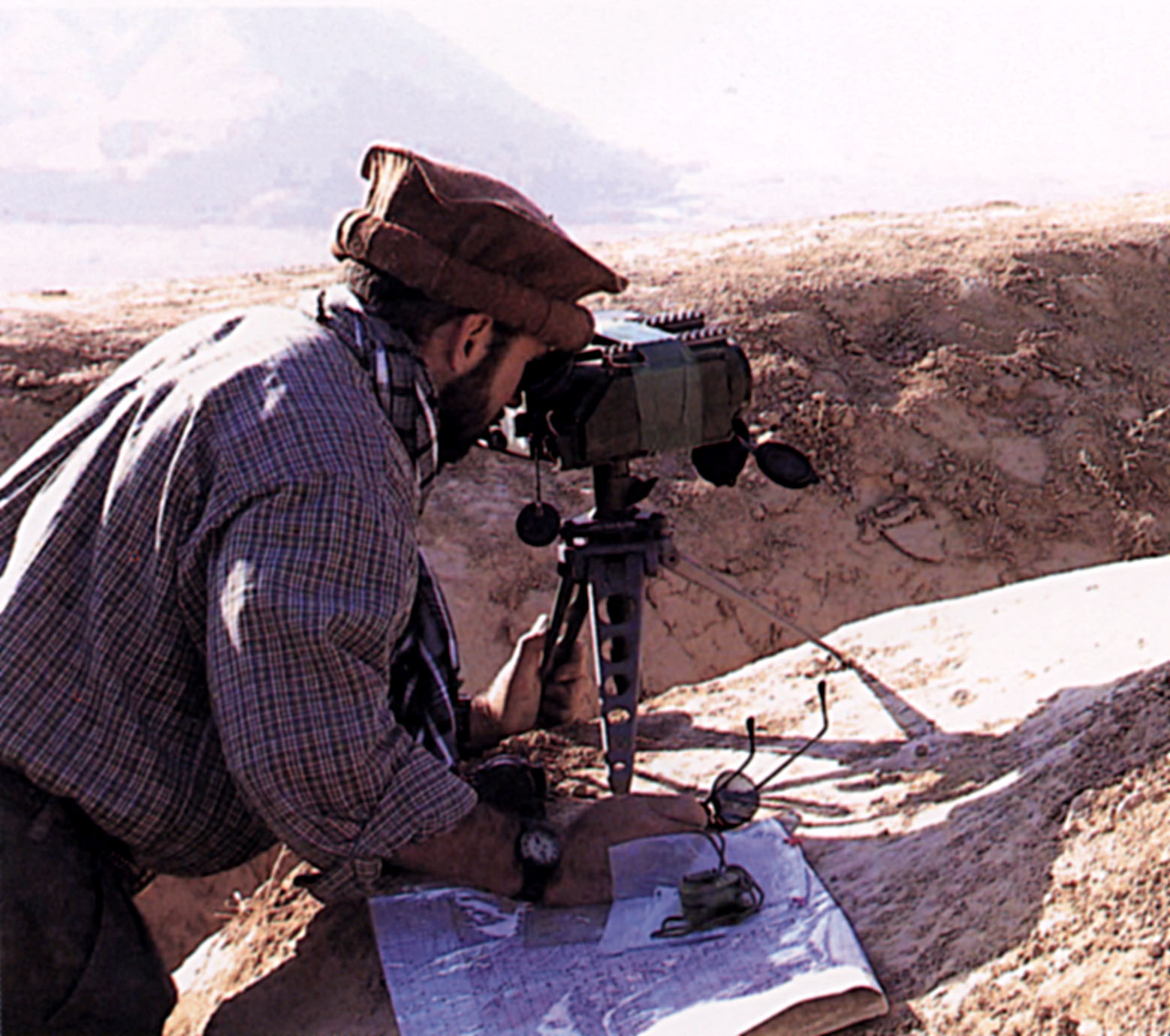
ضابط القوات الخاصة يوجه القصف الجوي من الأرض في عام 2001

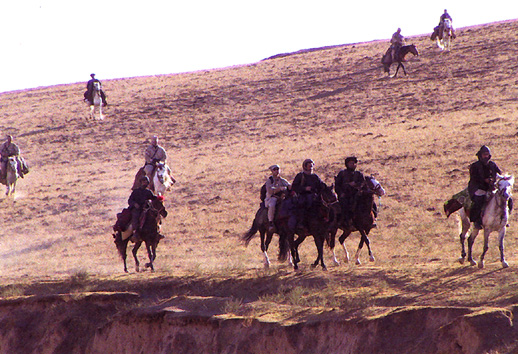
صورة تظهر قوات خاصة تابعة للجيش الأمريكي ووحدات تحكم أمريكية تابعة لسلاح الجو في "أول سلاح فرسان أميركي في القرن الواحد والعشرين" مع الجنرال دوستم وقواته

في 9 نوفمبر 2001، قام أعضاء من المساعدة الإنمائية الرسمية وفريق وكالة المخابرات المركزية بوضع أنفسهم في جلود الجبال وبدأوا بإستدعاء ضربات جوية ضد طالبان في ممر تانغي - بوابة وادي بلخ إلى المدينة حيث اتفق التحالف الأمريكي والشمالي على الهجوم. ردت حركة طالبان بنيران غير مباشرة من صواريخ بي إم-21 غراد، والتي تم قمعها سريعا من خلال الدعم الجوي الذي يدور حوله، ووقعت الضربات الجوية على طالبان، وفي إشارة إلى تحالف عطا والتحالف الشمال، بدأ التحالفين بالهجوم بالقدم والخيول وحتى الشاحنات وبعض ناقلات الجنود (المدرعة القتالية).
وزعمت الشائعات الأولية أن المقاتلين الأفغان لم يتأثروا بالقصف الأمريكي وأعربوا عن اعتقادهم بأن معارضيهم يرفضون التقدم في المدينة. في 02:00. اكتسحت قوات التحالف الشمالي، تحت قيادة دوستم وعطا محمد نور، عبر جسر بول إمام بوخري  واستولت على القاعدة العسكرية الرئيسية في المدينة ومطار مزار الشريف الدولي. دخلت قوات التحالف الشمالي «غير الرسمي» غير المنتخبة الزي الرسمي إلى المدينة من وادي البالك «على وسائل النقل المتوسلة، المستعارة والمصادرة»،  ولم تقابل سوى مقاومة خفيفة.
بعد أن سقطت القرى النائية لضربات جوية دقيقة على مراكز القيادة والسيطرة الرئيسية، بدأ ما يقرب من 5000 إلى 12,000 من مقاتلي طالبان بالإضافة إلى أعضاء تنظيم القاعدة  ومقاتلين أجانب آخرين بالانسحاب نحو قندوز لإعادة التجمع، والسفر في شاحنات صغيرة، وسيارات الدفع الرباعي والشاحنات المسطحة المزودة بـ ZU-23-2 (المدافع المضادة للطائرات المعدلة للقتال البري). بحلول غروب الشمس، تراجعت قوات طالبان إلى الشمال والشرق. يخشى البعض منهم كانوا يحشدون من أجل هجوم مضاد. وقد قُدر في وقت لاحق أن 400-600 شخص ماتوا في المعركة، على الرغم من أنه لم يكن من الممكن فصل الوفيات بين المدنيين والمقاتلين. تم القبض على حوالي 1500 من طالبان وفر البعض.

### المتطوعون الباكستانيون

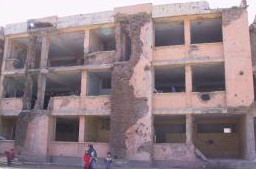
الأضرار التي لحقت بمدرسة البنات السلطان راضي

وصل ما يصل إلى 900 من المتطوعين الباكستانيين إلى مزار شريف في الأيام التالية بينما كانت غالبية حركة طالبان تقوم بالإجلاء. تم تجنيد العديد من هؤلاء المقاتلين من قبل الملا الباكستاني، صوفي محمد، الذي استخدم مكبرات الصوت مثبتة على شاحنة صغيرة، «أولئك الذين يموتون يقاتلون من أجل الله لا يموتون! أولئك الذين يذهبون على الجهاد يعيشون إلى الأبد، في الجنة!» 
عندما وصل هؤلاء المتطوعون إلى المدينة في الأيام التي كانت تقوم فيها حركة طالبان بالإجلاء، كان العديد منهم مربكين. المجموعة التي تتكون بشكل رئيسي من الفتيان المراهقين،  اجتمعت في مدرسة السلطان راضي للبنات، حيث بدأوا في التفاوض على استسلامهم، لكن المئات منهم قتلوا في النهاية. ولمدة يومين تقريبًا مع تجمع المجموعة في مدرسة السلطان راضي للبنات المهجورة وبناء مراكزهم القتالية، حاول مسؤولو المدينة والتحالف الشمالي إجراء مفاوضات لاستسلامهم، لكن المقاتلين رفضوا بشدة، مما أدى في النهاية إلى مقتل مبعوثي السلام، أحدهم ملالي المدينة ومرافقه جندي. وطوال الوقت أطلقوا النار باستمرار على أي شخص تحرك داخل محيط المبنى، بما في ذلك المارة من المدنيين.
بعد مقتل المبعوثين، بدأ تحالف الشمال بإطلاق النار على المدرسة بواسطة المدافع الرشاشة. استمرت معركة السلاح هذه لساعات. داخل المدرسة التي تعرضت للضرب، قام شخص بالنقش على الجدران بكلمات، «الموت من أجل باكستان»، «لن نستسلم أبداً» و «فلسفتنا كانت تستسلم أو تموت».
في منتصف فترة ما بعد الظهر، وافق المستشارون العسكريون الأمريكيون على مبنى للقصف بالقنابل. وقال الكولونيل ريك توماس، من القيادة المركزية الأمريكية، إنهم قرروا أن المدرسة هدف مناسب.
وزعم مسؤولون من الأمم المتحدة ومنظمات أخرى أن مذبحة قامت بها قوات التحالف الشمالي قد تبعت بعد استسلام المدافعين في المدرسة، قبل لحظات من قيام طائرة حربية أمريكية بإلقاء قنبلتين أو أربع قنابل زنة ألف رطل. وتناثر المقاتلون بسرعة للهروب، وأطلق التحالف الشمالي النار عليهم أثناء فرارهم، مما أدى إلى مقتل 800 شخص. اقترحت تقارير لاحقة بدلاً من ذلك أن التحالف الشمالي قام بقصف المدرسة، بدلاً من قيام طائرة حربية أمريكية بإلقاء القنابل عليها،  ولكن بعد المعركة، حصل ستيفن تومات على وسام النجمة الفضية لاستدعائه في الهجوم الجوي على ست سيارات والمدرسة.

## بعد
أثبت سقوط المدينة أنها «صدمة كبيرة» (وإن كانت صدمة جيدة للأمريكيين)،  حيث كانت القيادة المركزية للولايات المتحدة تعتقد في الأصل أن المدينة ستبقى في أيدي طالبان في العام التالي  وأن أي معركة ستكون «تقدمًا بطيئًا جدًا». كان مزار شريف ذا أهمية إستراتيجية. وتوفير مهبط للطائرات الأمريكية داخل البلاد. كانت المعركة هي أول هزيمة رئيسية لطالبان وعجلت بنقل سريع للأراضي في شمال أفغانستان. في أعقاب شائعات بأن داد الله قد يتجه إلى استعادة المدينة مع ما يصل إلى 8000 من مقاتلي طالبان، تم نقل ألف جندي من الجيش الأمريكي جواً إلى المدينة، مما وفر أول موطئ قدم صلب يمكن الوصول إليه من كابول وقندهار.
تم نشر فرق في المدنية التابعة للجيش الأمريكي من كتيبة الشؤون المدنية والعمليات النفسية التكتيكية 96 وفرق العمليات النفسية الرابعة المخصصة لكل من القبعات الخضراء وخنجر قوة المهام على الفور إلى مزار شريف للمساعدة في كسب قلوب وعقول السكان.

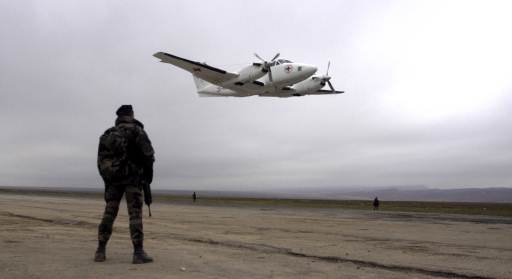
تم إعادة تأهيل المطار وتشغيله بحلول ديسمبر 2001

ولدت سقوط المدينة تقارير عن الإثارة المبتهجة بين السكان المحليين،  تليها تقارير عن عمليات الإعدام بإجراءات موجزة واختطاف المدنيين من قبل التحالف الشمالي. وسجن الباكستانيون الذين تم أسرهم الفارين من المدرسة تم احتجازهم كـ «عبيد» وغالباً ما كانوا يتعرضون للإيذاء الجنسي من قبل محتجزي التحالف الشمالي، الذين طالبوا بفدية من عائلاتهم لعودتهم. بدأت القوات المدعومة أميركياً التي تسيطر الآن على المدينة على الفور بالبث عن إذاعة مزار شريف، قناة صوت الشريعة الإسلامية التابعة لطالبان، على 1584 كيلوهرتز،  بما في ذلك عنوان من الرئيس السابق برهان الدين رباني. تم منع وسائل الإعلام الأجنبية من الوصول إلى القوات الأمريكية أو مواقع القتال في هذا الوقت.
كان المطار، هو الجائزة الرئيسية للأمريكيين، قد تعرض لأضرار بالغة جراء قصفه وتم تفخيخه بواسطة المتفجرات التي زرعتها حركة طالبان داخل وحول الملكية أثناء مغادرتهم. هذا خلق انشقاق بين المملكة المتحدة والولايات المتحدة. وقد اتهم الأول بأن القصف الجوي لم يُنصح به، وأن الولايات المتحدة فشلت في إيلاء الاهتمام الكافي للشواغل الإنسانية ورفضت التشاور مع حلفائها. تم إصلاح المدرجات المدمرة من قبل الأفغان. هبطت أول طائرة شحن بعد عشرة أيام من المعركة. لم يتم الإعلان عن القاعدة الجوية حتى 11 ديسمبر. وبينما كان يتعين إطلاق رحلات جوية عسكرية سابقة من أوزبكستان أو حاملات طائرات في بحر العرب، يمكن للأمريكان الآن أن يطيروا أكثر طلعات جوية متكررة ضد خطوط طالبان، ويحملون حمولات ثقيلة تحل محل الوقود اللازم للرحلات الأطول.

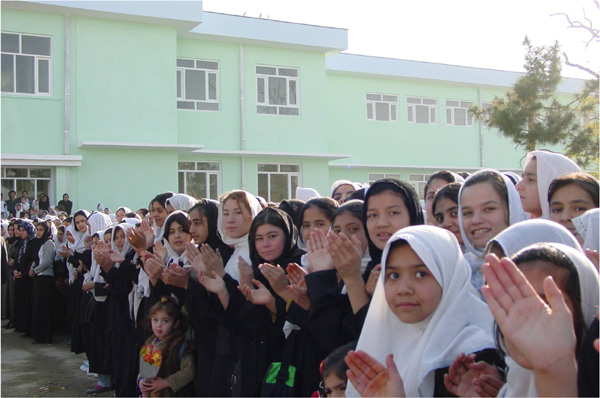
الطلاب في إعادة فتح مدرسة السلطان رضي عام 2002 بعد تدميرها

أصدرت مجلة «تركستان الإسلامية» لحركة تركستان الإسلامية في عددها الرابع نعي بلال التركستاني الذي قُتل عام 1422 هجرية في أفغانستان خلال سقوط إمارة طالبان الإسلامية في قلعة جانجا في مزار الشريف.